# Латвийская революционная социалистическая партия
Латвийская революционная социалистическая партия (ЛРСП) (Партия социалистов-революционеров Латвии, лат. Latvijas Revolucionāro sociālistu partija), или латышские эсеры, была небольшой по численности радикальной демократической левой политической партией в Российской империи и Латвийской Республике с 1913 по 1919 год.

## История
Партия была основана в 1913 году, когда на 2-м съезде Латвийского социал-демократического союза название партии было изменено на «Латвийская революционная социалистическая партия» — новое название больше соответствовало идеологии партии, но подобные названия часто приводили к недоразумениям. Новообразованная партия имела довольно сложную структуру, типичную для социалистических партий, состоящую из различных автономных секций, групп и комитетов. То есть партия формировалась «снизу» и формировалась не лидерами, а внешними факторами — организациями. Лидеры, конечно, играли важную роль, но не решающую, потому что внутри организации были механизмы, которые контролировали лидеров, ограничивая действия одного человека.
В идеологии одной из главных черт было категорическое отстаивание необходимости независимого латвийского государства в то время, когда никакая другая политическая сила не осмеливалась выражать что-либо подобное. После образования Российской Республики в марте 1917 года ЛРСП легализовала свою деятельность на территории Латвии. Филиалы были открыты во всех крупных городах в Видземе и Курземе, и к партии присоединились новые члены (но один из ее основателей и сильнейших лидеров, Микелис Валтерс, наоборот, покинул партию). Издает газету «Darba Tauta» (лат. Работающие люди). Партия участвовала в создании Народного совета Латвии (3 представителя: Эдуард Траубергс, Эмилс Скубикис и Карлис Альбертиньш). После провозглашения независимости Латвии ЛРСП раскололась: большинство ее членов «вышли» из нового государства, выступая не против независимой Латвии как таковой, а против ее буржуазной основы. После того, как Рига перешла под контроль правительства Ниедры, деятельность левого крыла ЛРСП была запрещена. Правое крыло ЛРСП, поддерживавшее независимость Латвийской Республики, возобновило свою деятельность в Народном совете.
После основания Латвийской Республики ЛРСП не могла предложить ничего, что могло бы заставить людей выбирать революционных социалистов вместо социал-демократов. Летом 1919 года партия самоликвидировалась: в августе была основана Рабочая партия вместе с Рабочим союзом и Латвийским аграрным союзом.

## Внешние ссылки
- Una Bergmane. Inteliģentie ekstrēmisti. // Diena, 23. augusts (2008.)